# The Girl Is Mine (99 Souls)
The Girl Is Mine è un singolo del duo di musica elettronica britannico 99 Souls, pubblicato nel 2015.
Si tratta di un mash-up delle canzoni Girl delle Destiny's Child (2004) e The Boy Is Mine di Brandy e Monica (1998).
La parte vocale di Brandy è stata ri-registrata per l'occasione.

## Tracce
Download digitale
1. The Girl Is Mine (feat. Destiny's Child & Brandy) – 3:33

## Classifiche
| Classifica (2015) | Posizione massima |
| ----------------- | ----------------- |
| Australia         | 33                |
| Belgio (Fiandre)  | 55                |
| Estonia           | 10                |
| Polonia           | 57                |
| Regno Unito       | 5                 |